# NGC 3996
NGC 3996 é uma galáxia espiral (Sc) localizada na direcção da constelação de Leo. Possui uma declinação de +14° 17' 51" e uma ascensão recta de 11 horas, 57 minutos e 46,1 segundos.
A galáxia NGC 3996 foi descoberta em 23 de Abril de 1832 por John Herschel.